# Razan Ghazzawi
Razan Ghazzawi (em árabe: رزان غزاوي; nascida em 1980) é uma blogueira, ativista sírio-americana e atualmente pesquisadora de doutorado na Universidade de Sussex, no Reino Unido. Ela esteve altamente envolvida nos eventos durante a Guerra Civil Síria e foi particularmente franca sobre as prisões de ativistas e as violações dos direitos humanos cometidas pelo governo de Bashar al-Assad. Ela foi chamada de "blogueira icônica e ativista líder" pelo The Telegraph. Jillian York (que foi chamada de "uma das principais estudiosas sobre controle e censura na Internet") escreveu que Razan era "uma de [suas] heroínas".

## Educação e carreira
Em 2003, Razan Ghazzawi recebeu um diploma em literatura inglesa da Universidade de Damasco, localizada Damasco, capital da Síria. Em 2011, ela obteve um mestrado em Literatura Comparada pela Universidade de Balamand, localizada no distrito de Cura, no Líbano. Ela começou sua carreira como tradutora e compiladora de notícias para o Ministério das Relações Exteriores da Síria. Ela então trabalhou no Call Center da MTN Síria, mas pediu demissão porque descobriu que a empresa era corrupta. Depois disso, ela se tornou a oficial de mídia do Centro Sírio de Mídia e Liberdade de Expressão no Mundo Árabe.
Em 2017, ela entrou para o doutorado na Universidade de Sussex.

## Ativismo e prisões
Ela foi presa pelas autoridades sírias em 30 de novembro de 2011, enquanto se dirigia para uma conferência sobre liberdade de imprensa na Jordânia. Na semana seguinte, ela foi levada ao tribunal, acusada pelas autoridades de tentar incitar conflitos sectários, espalhar informações falsas e enfraquecer o sentimento nacional, uma acusação frequentemente levantada contra aqueles que desafiam o governo sírio, de acordo com ativistas de direitos humanos.
Sua prisão gerou protestos online e uma campanha internacional pediu sua libertação imediata. Houve uma campanha no Facebook para sua libertação e a Anistia Internacional a declarou prisioneira de consciência, termo que se refere a pessoas encarceradas em razão de sua raça ou etnia, religião ou orientação sexual. Antes de sua prisão, ela declarou em seu blog: "Vocês entendem que eu estava com medo de protestar, mas agora não estou mais com medo?" Ela também havia escrito: "Se alguma coisa me acontecer, saibam que o regime não teme os presos, mas aqueles que não os esquecem".
Em 19 de dezembro de 2011, o Centro Sírio de Mídia e Liberdade de Expressão (seu empregador) confirmou que ela foi libertada. No entanto, ela ainda enfrenta as acusações, que acarretam uma pena máxima de quinze anos de prisão. Razan é uma das poucas blogueiras na Síria que escrevem com seus nomes verdadeiros, mesmo depois de sua prisão.
Razan foi novamente presa em 16 de fevereiro de 2012, durante uma batida nos escritórios do Centro Sírio para a Liberdade de Expressão em Damasco, onde o ativista trabalha. Razan foi presa junto com treze de seus colegas, incluindo o chefe do Centro, Mazen Darwish, e sua esposa, Yara Bader. Ela foi libertada novamente em 18 de fevereiro de 2012, mas não foi autorizada a deixar o país. Razan recebeu ordens de se apresentar à polícia diariamente para prosseguir com seu interrogatório.

## Prêmios e reconhecimento
Em 8 de junho de 2012, Razan Gazzawi foi homenageada com o prêmio Human Rights Defenders at Risk da fundação Front Line Defenders, com sede em Dublin, na Irlanda. Como ela não pôde viajar para Dublin devido a restrições, seu colega Dlshad Othman, que fugiu da Síria em dezembro de 2011, recebeu o prêmio em seu nome. Ela foi reconhecida como uma das 100 mulheres da BBC em 2013.